# Gare de Teting
La gare de Teting est une gare ferroviaire française de la ligne de Rémilly à Stiring-Wendel située sur le territoire de la commune de Teting-sur-Nied dans le département de Moselle en région Grand Est. 
C'est une halte voyageurs de la Société nationale des chemins de fer français (SNCF) desservie par des trains TER Grand Est.

## Situation ferroviaire
Établie à 254 mètres d'altitude, la gare de Teting est située au point kilométrique (PK) 21,843 de la ligne de Rémilly à Stiring-Wendel, entre les gares de Faulquemont et de Saint-Avold.

## Fréquentation
De 2015 à 2024, selon les estimations de la SNCF, la fréquentation annuelle de la gare s'élève aux nombres indiqués dans le tableau ci-dessous.
| Année     | 2015  | 2016  | 2017  | 2018  | 2019  | 2020  | 2021  | 2022  | 2023  | 2024  |
| --------- | ----- | ----- | ----- | ----- | ----- | ----- | ----- | ----- | ----- | ----- |
| Voyageurs | 1 778 | 1 642 | 1 846 | 1 648 | 1 608 | 1 869 | 3 458 | 2 514 | 2 223 | 1 774 |

## Service des voyageurs

### Desserte
TER Grand Est : ligne 15 : Metz - Forbach - Sarrebruck et ligne 16 : Metz - Rémilly - Béning.
Temps de parcours : Metz : 35 min, Forbach : 22 min, Sarrebruck : 35 min, Rémilly : 20 min et Béning : 15 min.